# 内田眞由美
内田 眞由美（うちだ まゆみ、1993年〈平成5年〉12月27日 - ）は、日本の実業家、タレント、小説家、プロデューサーであり女性アイドルグループ『YORISOERU』（下段にて後述）をプロデュースしていた。また自身も女性アイドルグループAKB48の元メンバーだった。東京都八王子市出身。元ラナビオン所属。

## 略歴
2007年
- 『AKB48 第二回研究生（5期生）オーディション』に合格。

2009年
- 8月23日に開催された『読売新聞創刊135周年記念コンサート AKB104選抜メンバー組閣祭り』の夜公演において、10月よりチームKメンバーに昇格することが発表された（実際の昇格日は2010年3月12日）。また、正規メンバーへの昇格は大家志津香・石田晴香に次いで3番目に遅かった。

2010年
- 3月25日に開催された『AKB48 満席祭り希望 賛否両論』の夜公演において、Mousaへの移籍打診が発表され、4月22日にAKSから同社所属となったことがホームページにて発表された。
- 9月21日に開催された『AKB48 19thシングル選抜じゃんけん大会』では優勝（1位）で、12月8日発売の19thシングル「チャンスの順番」では初のメディア選抜入りを果たし、同時に初のセンターポジションを務めた。
- 11月4日、LGMonkeesの「Life feat.Noa」のミュージック・ビデオにワンシーンであるが、じゃんけん対決で出演する[3]。
- 12月15日、ほしのあきとともにバッグブランド「SAVOY」表参道本店の開業前イベントに出席する。内田にとっては初の単独でのイベント参加となった[4]。

2011年
- 1月25日、映画『KG カラテガール』の完成披露舞台挨拶に、映画未出演であるものの空手経験があることでゲスト出演。主演の武田梨奈とじゃんけん空手対決をするが敗れる[5]。
- 2月にゲスト出演した『B.C.ビューティー・コロシアム ダイエットSP』で、4か月間のダイエットに挑むことになった。その模様が同年6月21日放送分で紹介され、5kgの減量に成功した。ダイエット前の体型は、身長150cm、体重52.5kg、体脂肪率32.8%であった[6]。太ももは57cmから48cmになった。なお、本人ブログによるとその後、約2キロの減量に成功している。

2012年
- 2月29日 - 3月4日に開催される舞台『まなつの銀河に雪のふるほし』で初の主演を務める[7]。
- 9月18日に開催された『AKB48 29thシングル選抜じゃんけん大会』では4位で、二度目の表題曲選抜入りを果たす[8]。
- 12月27日、誕生日を機に公式ニックネームを板野友美命名による『内田さん』に改名[Blog 2]。

2013年
- 2月22日、1stフォトエッセイ『岩にしみ入る"内田さん"の声』を発売[9]。

2014年
- 1月31日、AKB48メンバーとしては初となる小説家デビュー。恋愛小説『言えない恋心』（角川書店）を発売。[10]。
- 3月31日、この日をもって、Mousaを契約満了のため退社[11]。
- 4月1日、AKSへ移籍。
- 4月29日、東京都新宿区百人町に、5000万円の借金をして自身がオーナーを務める焼肉店「焼肉 IWA」をオープン[12][13]。
- 9月17日に開催された『AKB48グループ・じゃんけん大会2014 〜拳で勝ち取れ!1/300ソロデビュー争奪戦〜』でベスト16に入った。

2015年
- 3月26日、さいたまスーパーアリーナで行われた『AKB48春の単独コンサート〜ジキソー未だ修行中！』において、チームBへの異動が発表される[14]。
- 8月7日、幕張メッセで開催された『「僕たちは戦わない」劇場盤発売記念 大握手会』において、『AKB48グループ じゃんけん大会2015』への出場辞退を表明するとともに、AKB48からの卒業を発表[15]。
- 8月22日、AKB48劇場で卒業公演が行われた[Blog 3][Blog 4]。
- 10月25日、『「ハロウィン・ナイト」劇場盤発売記念大握手会・サイン会』をもって卒業[Blog 3]。

2016年
- 7月29日、新潟市ラブラ2[注 1]近くに、焼肉IWA新潟店をオープン[16]（現在は閉店）。

2017年
- 4月2日、株式会社ラナビオンに所属することが発表された[17]。

2022年
- 3月16日、自身がプロデュースを手掛けるアイドルグループYORISOERUの結成を発表。

## 人物
- 左利き。ただしはさみ、野球、サッカーは右利き。（自身のブログより）
- 好きな食べ物は、チーズ、海老、トマト、アボカドなどで、苦手な食べ物は、山葵と餡子。[18]
- ダイエット企画で煮干しを食べてからは煮干しを好物として挙げている[Blog 5][Blog 6]。
- 後述のようにAKB48在籍時より焼肉店IWAを新大久保にて開業。AKB48を全面に押し出した経営戦略がファンの心を掴み、21歳で年商1億円となった[19]。しかしグループ卒業後肩書がなくなると売り上げは半減した。両親は八王子市内で精肉店と焼肉店「牛皇」を営んでいる[Blog 7]。家族全員で内田を応援しているため、店内は内田を中心に一部メンバーの写真やサイン[20]、じゃんけん大会優勝のトロフィーが飾ってある[21]。じゃんけん大会優勝時には記念セールも実施しており[22]、自身の焼肉店もこの精肉店から仕入れている。
- 父親の影響で小学校時代から中学校時代にかけてサッカーと極真空手を習っており、空手は3級（緑帯）まで取得。得意技は上段回し蹴り[Blog 8]。さらにダンス未経験にもかかわらず経験者と間違われるほどダンススキルがある[23]。
- AKB48のメンバー以外では、元Feamの瀬戸千明と仲が良い。
- 小野正利からボイストレーニングを受けていた。
- 日本ソムリエ協会ワイン検定ブロンズクラスを2015年に取得した[24]。
- ヘルシー&ビューティーフードアドバイザー3級の資格を2016年に取得した[25]。
- 化粧品検定1級の資格を2023年に取得した[26]。
- 簿記検定2級の資格を2024年に取得した[27]。

### AKB48
- 在籍時のキャッチフレーズは、「焼肉くうならI~WA!!（い〜わ）いらっしゃいませ、内田眞由美です。」
- 『AKB48 13thシングル選抜総選挙』（第1回選抜総選挙）開催前に高橋と「センターに立ちたい。選抜に入る」という約束をし、2010年5月25日のAKB48劇場公演終盤にはチームKセンターポジションであった大島優子に対し「私だってセンターに立ちたい。センターを奪い取ります」と宣言した[28]。この宣言に対して、大島は「この人かましてくれました。久々にビリリと来た。私も負けない。譲らない」とブログ上で切り返すが、このような対抗意識を持つのは双方の向上につながるので良いとも語っている[Blog 9]。後に開催された『AKB48 19thシングル選抜じゃんけん大会』で実際に優勝し、センターポジションを獲得。チームK昇格から半年あまりで高橋との約束を果たした。この内田の姿勢や活躍に対して、高橋と大島は「普通じゃあなかなかできないこと」と高く評価している[29]ほか、当時のチームKキャプテンであった秋元才加は「良い心意気だ」と成長とやる気を喜んでいる[21]。また、増田有華と鈴木まりやは「センターになったことで（内田の）人生が変わった」と語っている[21]。
- じゃんけん大会優勝により、1日150件に満たなかったブログのコメント数が、大会終了直後の分で3,500件を超えるまでに増加した[Blog 10]。また、2010年10月には水着グラビアデビューを果たす[30]。
- 2010年10月10日に開催された『AKB48東京秋祭り』2日目「ぐだぐだカラオケ大会」の一発芸コーナーに鈴木まりや・横山由依・永尾まりやと「チーム体育会系アイドル」として登場し、内田は側転を披露[29]。体育会系3名の他で仲が良いのは仁藤萌乃、指原、大家。推しメンは松原夏海。尊敬する人は秋元才加と高橋。北原里英については同期であるがなぜか交流が少なく、話してみたいとのこと[23]。
- 多忙なAKB48にとって「フリの覚えが早く、スキルの高い内田は貴重な戦力」と運営側は評価している[31]。また、戸賀崎智信は、内田を「妹キャラではなく、大家とともに研究生の大黒柱だった」と語っている[32]。
- 一番好きな楽曲は自身が初のセンターポジションを務めた「チャンスの順番」で、この時の純白の衣装も気に入っている[33]。また、当該シングルのジャケットタイトル文字も内田が書いたものを使用している。
- 元AKB48メンバーを自身の焼肉店でアルバイトとして雇っている[13][注 2]。

#### じゃんけん大会
- じゃんけん大会に向けて『サザエさん』の次回予告のじゃんけんコーナーで特訓を重ねた[28]。
- 仲川遥香、指原莉乃やバッドボーイズ・佐田正樹も「恐ろしい程の強さ」、宮崎美穂は「全部読まれている」と語っている[29]が、内田自身は「小嶋陽菜の方が強い」と自身のブログで語っている。「チャンスの順番」の握手会では握手よりもじゃんけん対決を挑むファンが来たため、以後の握手会ではファンとじゃんけんをするのが恒例になっている[28][20]。『じゃんけん選抜公式ガイドブック』では、全参加者中、「私が1位を取ります」と宣言したのは内田だけだった。佐藤亜美菜は、「内田ならやりかねない」「必勝法を伝授して欲しい」と語っている[Blog 11]。
- 和田アキ子や江角マキコら著名人からジャンケン対決を挑まれたこともある。

## AKB48在籍時の参加楽曲

### シングルCD選抜楽曲
- 「大声ダイヤモンド」に収録
  - 大声ダイヤモンド（研究生 ver.）- 「チーム研究生」名義
- 「RIVER」に収録
  - ひこうき雲 - 「シアターガールズ」名義
- 「ポニーテールとシュシュ」に収録
  - 僕のYELL - 「シアターガールズ」名義
- 「Beginner」に収録
  - 泣ける場所 - 「DIVA」名義
- チャンスの順番
  - ALIVE - 「チームK」名義
- 「桜の木になろう」に収録
  - 偶然の十字路 - 「アンダーガールズ」名義
- 「Everyday、カチューシャ」に収録
  - 人の力 - 「アンダーガールズ」名義
- 「風は吹いている」に収録
  - Vamos - 「アンダーガールズ ばら組」名義
- 「上からマリコ」に収録
  - ゼロサム太陽 - 「チームK」名義
- 「GIVE ME FIVE!」に収録
  - ユングやフロイトの場合 - 「スペシャルガールズC名義
- 「真夏のSounds good !」に収録
  - 3つの涙 - 「スペシャルガールズ」名義
- 「ギンガムチェック」に収録
  - あの日の風鈴 - 「ウェイティングガールズ」名義
- 「UZA」に収録
  - スクラップ&ビルド - 「Team K」名義
- 永遠プレッシャー
- 「So long !」に収録
  - 夕陽マリー - 「大島TeamK」名義
- 「さよならクロール」に収録
  - How come ? - 「Team K」名義
- 「ハート・エレキ」に収録
  - 細雪リグレット - 「Team K」名義
- 「前しか向かねえ」に収録
  - 恋とか…
- 「ラブラドール・レトリバー」に収録
  - 愛しきライバル - 「Team K」名義
- 「希望的リフレイン」に収録
  - 初めてのドライブ - 「Team K」名義
  - Reborn - 「チームサプライズ」名義

### アルバムCD選抜楽曲
- 「神曲たち」に収録
  - 君と虹と太陽と
- 「ここにいたこと」に収録
  - 僕にできること - 「チームK」名義
  - ここにいたこと
- 「1830m」に収録
  - 家出の夜 - 「チームK」名義
  - 青空よ 寂しくないか? - 「AKB48+SKE48+NMB48+HKT48」名義
- 「次の足跡」に収録
  - 共犯者 - 「Team K」名義
- 「ここがロドスだ、ここで跳べ!」に収録
  - Conveyor - 「Team K」名義

### その他の参加楽曲
- アルバムCD「ノースリーブス」（「ノースリーブス」名義、2011年1月11日発売）
  - Next heaven - 「EYES」名義
- シングルCD「やさしくするよりキスをして」（「渡辺美優紀」名義、2014年12月24日発売）
  - 春風ピアニッシモ - 「AKB48」名義

### 劇場公演ユニット曲
チームA 4th Stage「ただいま恋愛中」リバイバル公演
※石田晴香とともに大江朝美のアンダー。
 研究生「ただいま恋愛中」公演
- 7時12分の初恋
※石田晴香とダブルスタンバイ

チームA 5th Stage「恋愛禁止条例」公演
- ツンデレ! 
※北原里英休演時・北原が旧メンバー・大島麻衣のポジションを務める場合に出演。

チームB 4th Stage「アイドルの夜明け」公演
- 残念少女
- 天国野郎（バックダンサー）
※正式メンバー不在ポジションでレギュラー出演、平嶋夏海休演時は平嶋ポジションの全員曲アンダー（郭グレースおよび山内鈴蘭デビュー前）

 チーム研究生 Stage「アイドルの夜明け」公演
- 口移しのチョコレート
- 残念少女
瓜屋茜卒業後

チームK 6th Stage「RESET」公演
- 逆転王子様
- 心の端のソファー※
※梅田彩佳・藤江れいなのユニットアンダー

大島チームK ウェイティング公演
- 向日葵（ひまわり組 1st Stage「僕の太陽」公演、秋元才加のポジション）※
※増田有華のアンダー、増田卒業後はレギュラーポジション
- 嵐の夜には（チームB 5th Stage「シアターの女神」公演、小森美果のポジション）※
※倉持明日香のアンダー
- 片思いの対角線（チームB 4th Stage「アイドルの夜明け」公演、仁藤萌乃のポジション）※
※北原里英のアンダー
- ヒグラシノコイ（ひまわり組 1st Stage「僕の太陽」公演）※
※古畑奈和、大島優子のアンダー
- 誘惑のガーター（SDN48 1st Stage「誘惑のガーター」公演、穐田和恵、佐藤由加理のポジション）※
※前田亜美、倉持明日香のアンダー

 チームKウェイティング公演II「最終ベルが鳴る」公演
- リターンマッチ
- 19人姉妹の歌※
※大島優子のアンダー

 チームK 7th Stage「RESET」公演
- 明日のためにキスを※
※横山由依、島田晴香、北原里英のアンダー
- 逆転王子様※
※松井珠理奈のアンダー

チーム4 3rd Stage「アイドルの夜明け」公演
- 残念少女※
※込山榛香のアンダー

## 出演

### テレビ
- マジすか学園 第11話・最終話（2010年3月19日・3月26日、テレビ東京） - マユミ 役
- マジすか学園2（2011年4月22日 - 7月1日、テレビ東京） - ジャンケン 役
- So long ! 第2夜（2013年2月12日、日本テレビ）
- PigooRadio〜Mousa（2011年4月18日 - 、エンタ!371）
- TiARY TV kirari（2019年10月7日 - 11月、tvk）
- しくじり先生（2024年8月9日、テレビ朝日）[19]

### 映画
- HEARTBEAT〜ハートビート （2013年5月25日公開、ミュージックシネマズジャパン）[34]

### 舞台
- AKB歌劇団「∞・Infinity」（2009年10月30日 - 11月8日、THEATRE G-ROSSO） - 下級生 役
- まなつの銀河に雪のふるほし（2012年2月29日 - 3月4日、六行会ホール） - 主演・木在奏 役[7]
- 入学金無料!授業料無料!私立グリグリ学園（2012年5月6日、新宿文化センター小ホール）
- 最初の晩餐（2012年11月22日 - 25日、ニッポン放送IMAGINEスタジオ） - 矢部カオリ 役[35]
- 劇団コラソン 第22回公演「ユルネバ2013〜You'll never walk alone」（2013年3月1日 - 3日、ニッポン放送IMAGINEスタジオ）
- ユーキース・エンタテインメント 第8回プロデュース作品『第1回園田英樹演劇祭』「ミナカミ」（2013年3月27日 - 4月4日、小劇場「楽園」）
- 劇団コラソン 第25回公演「オーマイガッ!」（2013年5月15日・17日 - 19日、タイニイアリス）
- SPIRAL CHARIOTS 第14回本公演「HATTORI 半蔵II」（2016年3月9日 - 13日、築地本願寺ブディストホール） - 主演・アカヅキ 役[36]
- ナイスコンプレックス N26「ゲズントハイト～お元気で～」（2016年10月26日 - 30日、東京芸術劇場 シアターイースト） - 武田久子 役
- SEPT Vol.7～FATALISM～ Ep.2「alive」（2017年8月2日 - 7日、銀座博品館劇場） - 星野小春 役[37]
- ILLUMINUS「花嫁は雨の旋律」（2017年8月16日 - 20日、ザ・ポケット） - 雨 役
- 音楽劇ヨルハVer.1.2（2018年2月9日 - 13日、シアター1010） - ダリア 役
- SPIRALCHARIOTS 第21回本公演「HATTORI 半蔵III〜再舞〜」（2019年6月5日 - 9日、六行会ホール） - アトノ宮 役[38]
- 五反田タイガー 6th Stage「花街花魁クロニクル」（2019年7月10日 - 15日、草月ホール） - 水間弥生 役
- ビックリマン ザ☆ステージ（2019年12月24日 - 29日、六行会ホール） - サタンマリア 役[39]
- ACE × 清月エンターテイメントPresents2.5次元ステージ「だめんずウォーカー2020」（2020年10月30日 - 11月1日、中目黒TRY） - 真理恵 役[40]

### ラジオ
- マキタスポーツラジオはたらくおじさん（2014年8月30日・9月6日、ラジオ日本） - ゲストアシスタント

### イベント
- 内田眞由美の本と歌の世界（2012年5月29日、AKB48 CAFE&SHOP AKIHABARA シアターエリア）
- 大プロレス祭り2016 プ女子トークショー（2016年1月3日、ディファ有明）[41]

### その他
- ニッポン人脈記「制服が好き」第8回：山あり谷あり面白い（2013年3月26日、朝日新聞首都圏版夕刊）

## 書籍

### 短編集
- 言えない恋心（2014年1月31日、KADOKAWA）

### カレンダー
- 内田眞由美 2012年カレンダー（2011年11月19日、ハゴロモ）
- 卓上 内田眞由美 2013年カレンダー（2012年12月7日、ハゴロモ）
- 卓上 内田眞由美 2014年カレンダー（2013年12月6日、ハゴロモ）

### フォトエッセイ
- 岩にしみ入る"内田さん"の声（2013年2月22日、新人物往来社）

### コラム
- いらっしゃいませ！元AKB48・内田眞由美の焼肉店経営術（2024年7月10日[42] - 、ダイアモンドオンライン）

## 焼肉IWA
2014年4月4月29日に東京都新大久保駅近辺にオーナーとして開業。読みは「やくにく・いわ」。2016年7月にはNGT48劇場と同一建物内にフランチャイズ店がオープンした（2017年11月閉店）。経営は内田が代表を務める株式会社MYM。開業時点では内田の母、両親の店で勤務していたキッチン担当の3人で起業。
配信番組AKB48コント「びみょ〜」内で内田が扮した岩の着ぐるみが好評だったことから店名の由来となった。
48グループのOGを店員として積極的に採用している。2019年夏には島崎遥香が店員を勤めたことが話題となった。当初は話題性から戦略的に採用していたが、2024年時点では「たまたまアイドルをやめた後のセカンドキャリアをサポートする場」になっていると回答している。

## YORISOERU
YORISOERUは、内田眞由美がプロデュースした女性アイドルグループ。所属・運営はフレオマネジメント。2022年デビュー。
2022年夏頃を最後に、内田がグループに関わっている様子は見られなくなった。2023年１月「きみにYORISOERU」に改名。2023年12月活動終了。
詳細は「フレオマネジメント#きみにYORISOERU」を参照。